# Manzanares el Real
Manzanares el Real è un comune spagnolo di 7 450 abitanti situato nella comunità autonoma di Madrid, posto a 42 km dalla capitale sul fiume Manzanarre agli inizi del suo corso, presso il grande bacino artificiale (embalse) di Santillana (45 milioni di metri cubi di acqua). È un pittoresco paese dominato da un poderoso castello del XV secolo dichiarato Monumento de Interés histórico artístico. Il nome Manzanares del paese e del fiume deriva dal termine manzano che significa melo che cresce spontaneo e che dà frutti piccoli e poco saporiti. Nella zona ne esistono molti anche se quelli della valle dove erano molto numerosi sono sotto le acque dell'embalse de Santillana. È considerato uno dei più bei paesi dei dintorni di Madrid, molto apprezzato d'estate quando in città fa caldo e i madrileni vengono qui a riposare e a fare escursioni al Massiccio della Pedriza e nella Sierra de Guadarrama. È capoluogo della comarca detta El Real de Manzanares, ricca di boschi e pascoli.

## Storia
Pitture rupestri con figure antropomorfe scoperte nel 1987 per caso da un bambino che faceva una gita nella Sierra confermano la presenza umana in questi luoghi dall'Età del Bronzo fra il 1400 e il 1200 a.C. Dal 1000 a.C. fu popolata dai Druidi che effettuavano sacrifici umani agli Dei presso la roccia della Peña Sacra dove oggi esiste un'ermita (piccola chiesa). I Romani occuparono alcune zone della comarca nel II secolo, nel VI e VII secolo subentrarono i Visigoti e agli inizi dell'VIII secolo queste terre furono occupate dagli Arabi che fortificarono Madrid. Nel periodo di lotte fra Cristiani e Musulmani la zona si spopolò e, dopo la Reconquista nel XIII secolo, iniziò la ripopolazione con Moreschi e Cristiani di Segovia dediti all'allevamento del bestiame. Il re Alfonso X el Sabio (1221-1284) nel 1247 incorporò Manzanares nel suo regno di Castiglia e diede diritti di signoria e doganali alla comarca. Il re Giovanni I (1358-1390) cedette il territorio al suo maggiordomo Pedro González de Mendoza, marchese di Santillana. Sotto i Mendoza Manzanares conobbe il periodo di maggior splendore nei secoli XV e XVI, in seguito seguì le sorti del regno di Spagna. Attualmente la sua economia è basata sull'agricoltura, l'allevamento del bestiame e il turismo prevalentemente estivo locale.

## Monumenti e località d'interesse turistico
Il monumento di maggior interesse è il Castello del XV secolo. Proprietà dei Mendoza, quando questa famiglia si estinse una parte andò in rovina e fu ceduto alla Deputacion de Madrid che nel 1977 iniziò il restauro. È cinto da mura merlate con la parte superiore che sostiene il mastio decorata in stile gotico mudejar. Interessanti sono anche: la chiesa del paese fondata nel XV secolo da Íñigo Lopez de Mendoza primo marchese di Santillana di stile romanico-gotico con un'alta torre. Del XVI secolo sono la chiesa di Nuestra Señora de las Nieves e la Ermita de la Peña Sacra che sorge su un colle a 982 metri di altitudine ed è meta di una romeria (pellegrinaggio religioso seguito da una festa collettiva con musica, danze, giochi e pranzo all'aperto).
A 3 km dalla città sorge il Parque natural de la Cuenca Alta del rio Manzanares istituito nel 1978 che comprende la suggestiva Sierra de la Pedriza ricca di picchi e di ammassi frantumati di granito solcati da numerosi ruscelli.

### Gemellaggi
- Iseo, dal 2016[1]